# Мазино (Торино)
Мазино је насеље у Италији у округу Торино, региону Пијемонт.
Према процени из 2011. у насељу је живело 63 становника. Насеље се налази на надморској висини од 402 м.